# OVO Hydro
The SSE Hydro est une salle polyvalente située à Glasgow (Écosse). Inaugurée le 30 septembre 2013 avec un concert de Rod Stewart, elle dispose d'une capacité de 13 000 places.

## Événements
- Rod Stewart, le 30 septembre 2013
- Madonna (Rebel Heart Tour), le 20 décembre 2015
- WWE Clash at the Castle, le 15 juin 2024